# Zaginięcie Travisa Waltona

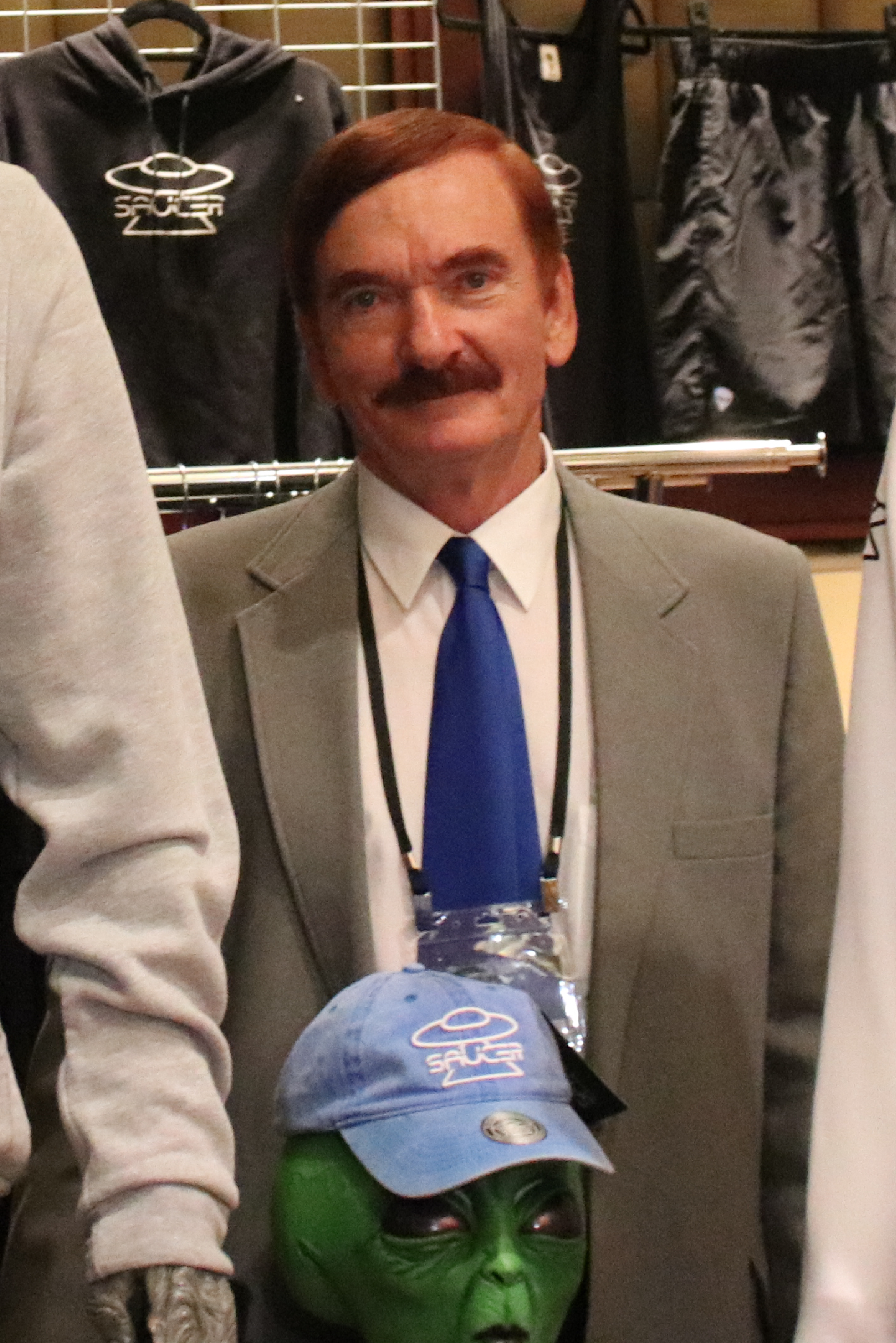
Travis Walton na Międzynarodowym Kongresie Ufologicznym w Phoenix w Arizonie w 2019 roku.

Zaginięcie Travisa Waltona było spowodowane domniemanym porwaniem przez UFO amerykańskiego drwala Travisa Waltona 5 listopada 1975 roku, gdy pracował na terenie lasu państwowego Apache-Sitgreaves, niedaleko Snowflake w Arizonie. Walton zaginął na pięć dni i sześć godzin. Po kilku dniach poszukiwań, z użyciem psów gończych i śmigłowców, jak określił to sam Walton – „pojawił się” na poboczu drogi niedaleko Heber w Arizonie. Sprawa Waltona uzyskała rozgłos w środkach masowego przekazu i jest jednym z najlepiej znanych historii dotyczących uprowadzeń, podczas gdy sceptycy naukowi uważają ją za oszustwo.
W 1978 roku Walton napisał książkę na temat swojego rzekomego uprowadzenia, zatytułowaną jako The Walton Experience, na podstawie której nakręcono w 1993 film pt. Uprowadzenie.

## Domniemane uprowadzenie
Według Waltona, jak i innych drwali z jego brygady, 5 listopada 1975 roku, pracowali oni przy pielęgnacji lasu państwowego Apache-Sitgreaves obok Snowflake w Arizonie. Podczas jazdy samochodem wraz z sześcioma współpracownikami, mieli rzekomo zobaczyć obiekt w kształcie latającego spodka, unoszący się nad ziemią w odległości ok. 34 metrów od nich, który miał wydawać wysoko szumiące dźwięki. Walton twierdzi, że po tym jak wyszedł z ciężarówki i zbliżył się do obiektu, ze statku pojawił się nagle promień światła i pozbawił go przytomności. Sześciu pozostałych mężczyzn w przerażeniu miało odjechać z miejsca zdarzenia. Walton twierdzi, że ocknął się w pomieszczeniu przypominającym salę szpitalną, będąc obserwowanym przez trzy niskie i łyse istoty. Twierdził, że walczył z nimi, dopóki człowiek z przywdzianym hełmem nie zaprowadził go do innego pokoju, w którym zemdlał po założeniu na niego przez trzy niskie istoty przeźroczystej plastikowej maski na jego twarz. Walton twierdził, że nie pamięta niczego innego do czasu aż pojawił się przy autostradzie pięć dni później, podczas gdy latający spodek odlatywał znad niego.

## Rozgłos
W kilka dni po domniemanym porwaniu Waltona przez NOL, The National Enquirer wraz z Aerial Phenomena Research Organization mieli przeprowadzić zarówno na Waltonie, jak i na jego sześciu współpracownikach badania wariografem, po czym The National Enquirer odznaczył go i jego współpracowników nagrodą w kwocie 5000 USD za „najlepszy przypadek UFO tego roku”. Walton, jego starszy brat i jego matka zostali opisani przez szeryfa hrabstwa Navajo w Arizonie jako „wieloletni studenci UFO”. Ufolog Jim Ledwith wskazał, że przez pięć dni władze sądziły, że został on zamordowany przez swoich współpracowników, po czym powrócił. Wszyscy współpracownicy uczestniczący w zdarzeniu, którzy widzieli statek kosmiczny, przeszli badania wariografem i przeszli je wszyscy poza jednym, w przypadku którego wynik badań był niejednoznaczny.
Według sceptyków, historia ta jest przykładem oszustwa nt. UFO, promowaną przez bezkrytyczną szopkę medialną, czego skutkiem było czerpanie korzyści majątkowych przez Waltona. Badacz UFO Philip J. Klass, który zgadza się, że opowieść Waltona to oszustwo podparte żądzą zysku, zidentyfikował wiele niespójności pomiędzy zeznaniami Waltona i jego współpracowników. Po zbadaniu sprawy, Klass stwierdził, że badania wariografem były źle przeprowadzone i że Walton korzystał ze „środków zaradczych” przeciwko badaniom wariografem, takich jak wstrzymywanie oddechu. Dodatkowo Klass odkrył, że osoba przeprowadzająca test Waltona była wcześniej zamieszana w przypadek „rażącego oszustwa”.
Michael Shermer, pisarz zajmujący się nauką i sceptycyzmem krytykował twierdzenia Waltona, mówiąc „uważam że badanie wariografem nie jest wiarygodnym wyznacznikiem prawdy. Myślę, że Travis Walton nie został uprowadzony przez obcych. W obu przypadkach oszukiwanie innych, jak i oszukiwanie samego siebie są wszystkim czego potrzebujemy do zrozumienia, co tak naprawdę stało się w 1975 roku i potem.”. Psycholog poznawcza, Susan Clancy zaproponowała hipotezę, według której Walton został zainspirowany przez film emitowany w telewizji NBC pt. „The UFO Incident”, który został wyemitowany na dwa tygodnie przez rzekomym uprowadzeniem Waltona, oraz że udramatyzował wydarzenia, które rozegrały się podczas domniemanego uprowadzenia Barneya i Betty Hillów. Opowieść Waltona ma elementy wspólne z innymi historiami, które bazują na wydarzeniach przedstawionych w filmach czy telewizji. Clancy podkreśla ogólny wzrost liczby domniemanych uprowadzeń następujących po seansach z wątkami UFO i cytuje wnioski Klassa, że „po zobaczeniu filmu, każdy człowiek z małą wyobraźnią może nagle stać się celebrytą”, podsumowując to słowami, że „jednym z takich nagłych celebrytów był Travis Walton”.
W 1978 roku Walton napisał książkę pt. The Walton Experience, szczegółowo opisując w niej swoje wspomnienia. Stała się ona podstawą dla późniejszego filmu Fire in the Sky. Paramount Pictures zdecydowało, że relacja Waltona była „zbyt niewyraźna i podobna do innych bliskich spotkań emitowanych w telewizji”, w związku z czym zatrudniono scenarzystę Tracy’ego Tormego, który miał napisać „bardziej błyskotliwą i prowokującą” historię uprowadzenia. Walton okazyjnie pojawiał się w zjazdach ufologicznych czy też w telewizji. Promuje swój własny zjazd ufologiczny, nazywa jako „szczyt Skyfire”.
Trzydzieści lat po wydaniu książki, Walton wziął udział w teleturnieju Moment prawdy stacji telewizyjnej Fox, gdzie zapytano go czy naprawdę w listopadzie 1975 roku został uprowadzony przez UFO. Odpowiedział twierdząco na to pytanie, lecz odpowiedź ta miała być nieprawdą.
12 marca 1993 roku, w dniu premiery filmu Uprowadzenie, Trevor Walton i Mike Rogers wystąpili w programie CNN o nazwie Larry King Live, w którym uczestniczył również Philip J. Klass.
Travis Walton wystąpił w audycji Joe Rogan Experience 19 stycznia 2021 roku.